# فرانسوا أوبيتيت
فرانسوا أوبيتيت (بالفرنسية: François Aupetit)‏ (مواليد 2 مارس 1913) هو ملاكم فرنسي، مثّل بلاده في الألعاب الأولمبية الصيفية 1936.

## روابط خارجية
فرانسوا أوبيتيت على موقع أوليمبيديا (الإنجليزية)